# Euryproctus petiolatus
Euryproctus petiolatus là một loài tò vò trong họ Ichneumonidae.